# Ensemble du Khanegah et du sanctuaire du Cheikh Safi al-Din
L'Ensemble du Khanegah et du sanctuaire du Cheikh Safi al-Din à Ardabil  (persan : مجموعه آرامگاه و خانقاه شیخ صفی الدین) est un complexe mémorial situé à Ardebil en Iran septentrional, édifié pour le cheikh Safi-al-Din. En 2010, il a été repris dans la liste du patrimoine mondial UNESCO.

## Histoire
Cheikh  Safi al-Din est le fondateur du soufisme des derviches de l'ordre Safavieh et le fondateur de la dynastie des safavides, né à Ardabil. La tombe du cheikh, la salle de prière et la mosquée forment un ensemble unique mausolée-mosquée que l'on désigne aussi par le nom khanqah (ou encore khanegah, selon la transcription du mot persan : خانگاه) . Une cour intérieure de forme rectangulaire (31 m de long sur 16 m de large) fait partie intégrante du complexe. Cette cour est couverte de pierres plates sur le sol et dispose d'un bassin en son centre. Les jardins et une longue allée s'étendent devant l'entrée.
Le mausolée a été édifié par le fils du cheikh Safi-al-Dina, le cheikh Sadr ad-Din Moussa, après la mort de son père en 1334. Plus tard, entre la fin du XVIe siècle et le début du XVIIIe siècle, sous les safavides le complexe a été considérablement modifié. Peu à peu, de nouvelles annexes ont été ajoutées. Les membres des dynasties régnantes ont alors été inhumés dans ce complexe, de même que les soldats de batailles sanglantes, en particulier ceux morts à la bataille de Tchaldiran en 1514.
Ce mausolée a aujourd'hui une hauteur de 17 m, est de forme circulaire et est flanqué d'une tour surmontée d'un dôme décoré de carreaux  de différences nuances de couleurs. Les constructeurs ont utilisé rationnellement une grande partie de la surface limitée et y ont placé : une bibliothèque, une mosquée, une école, un réservoir d'eau, un hôpital, une cuisine et des ateliers. Le chemin d'accès au sanctuaire est divisé en 7 segments, représentant les sept étapes du mysticisme soufi, et donne accès à 8 portes, symbolisant les huit positions du soufisme. La décoration de la façade et des murs intérieurs sont un rare exemple de l' architecture médiévale islamique.

## Mobilier
Parmi le mobilier du mausolée on comptait un tapis d'Ardabil qui est aujourd'hui conservé au Musée Victoria et Albert de Londres.

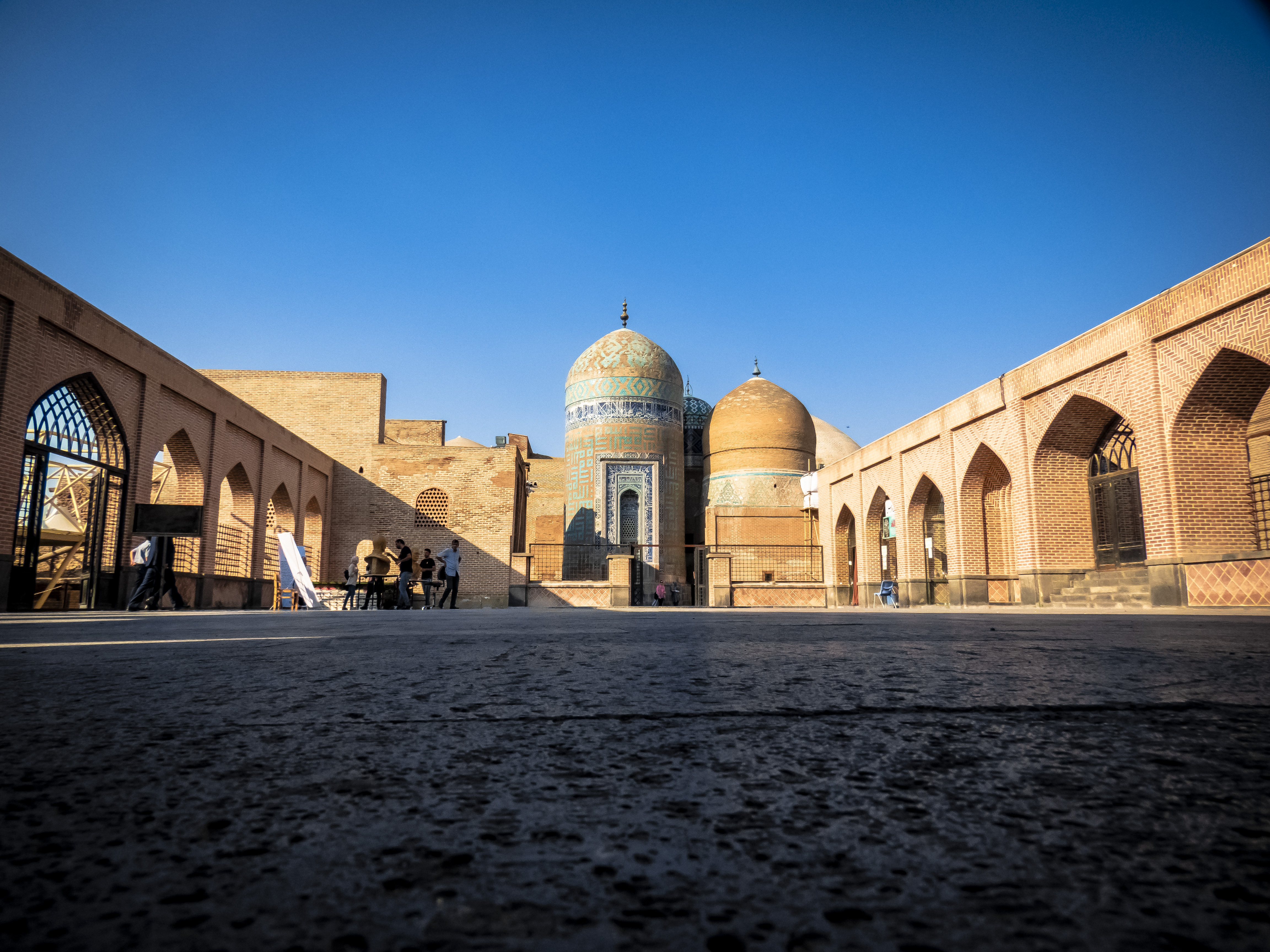
cour intérieure
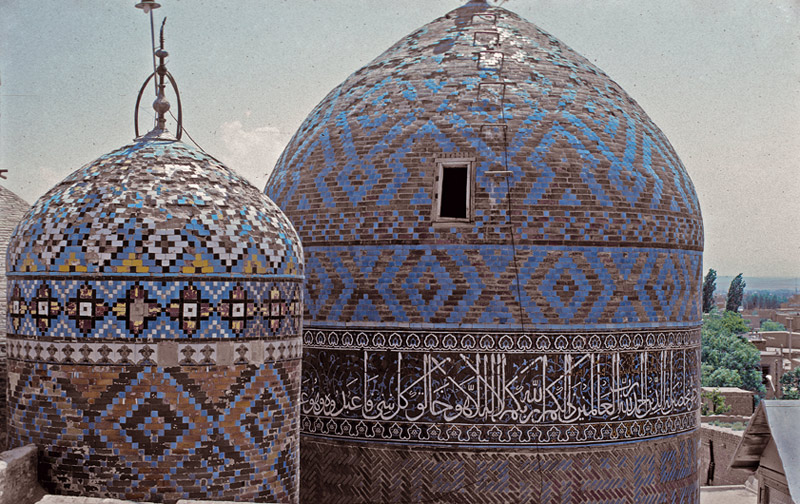
Le dôme du mausolée du cheikh Safi
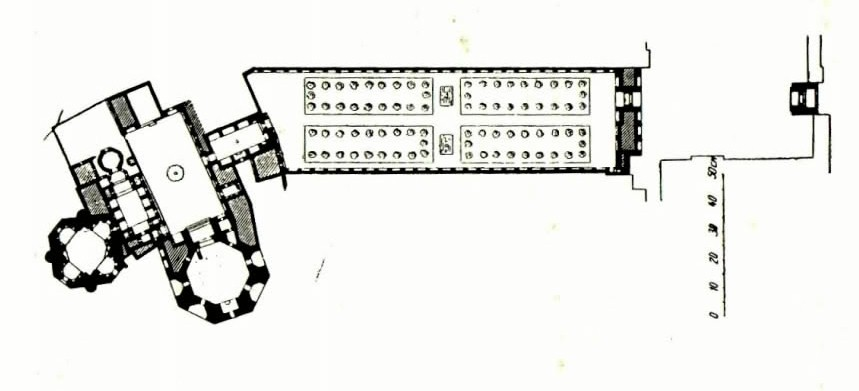
Plan du complexe
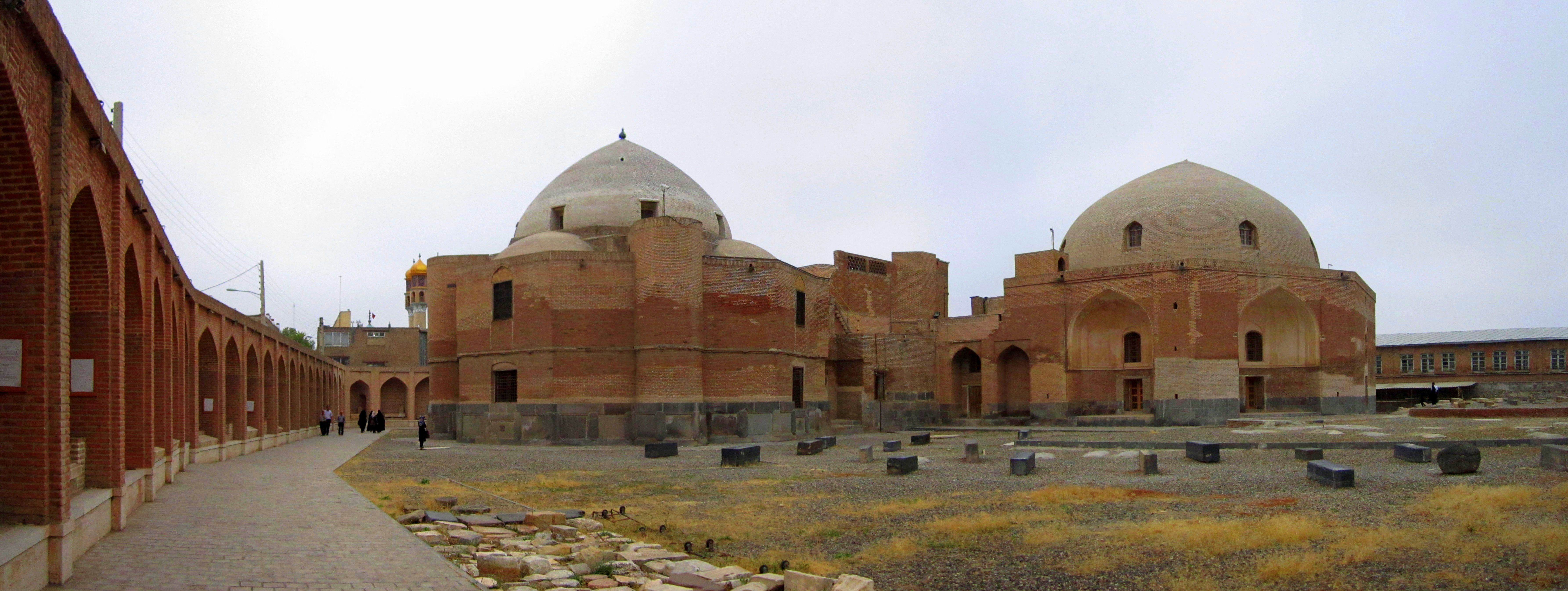
Tombeau des morts à la bataille de Tchaldiran
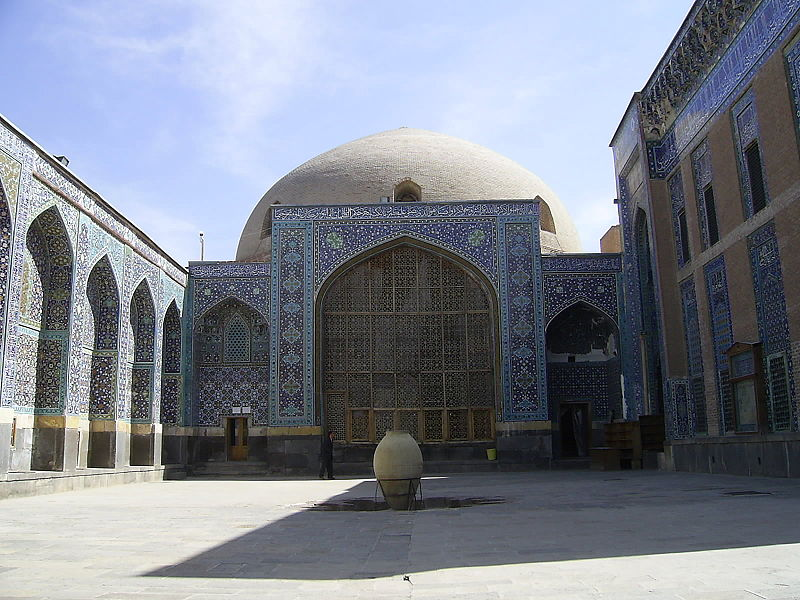
Cour intérieure
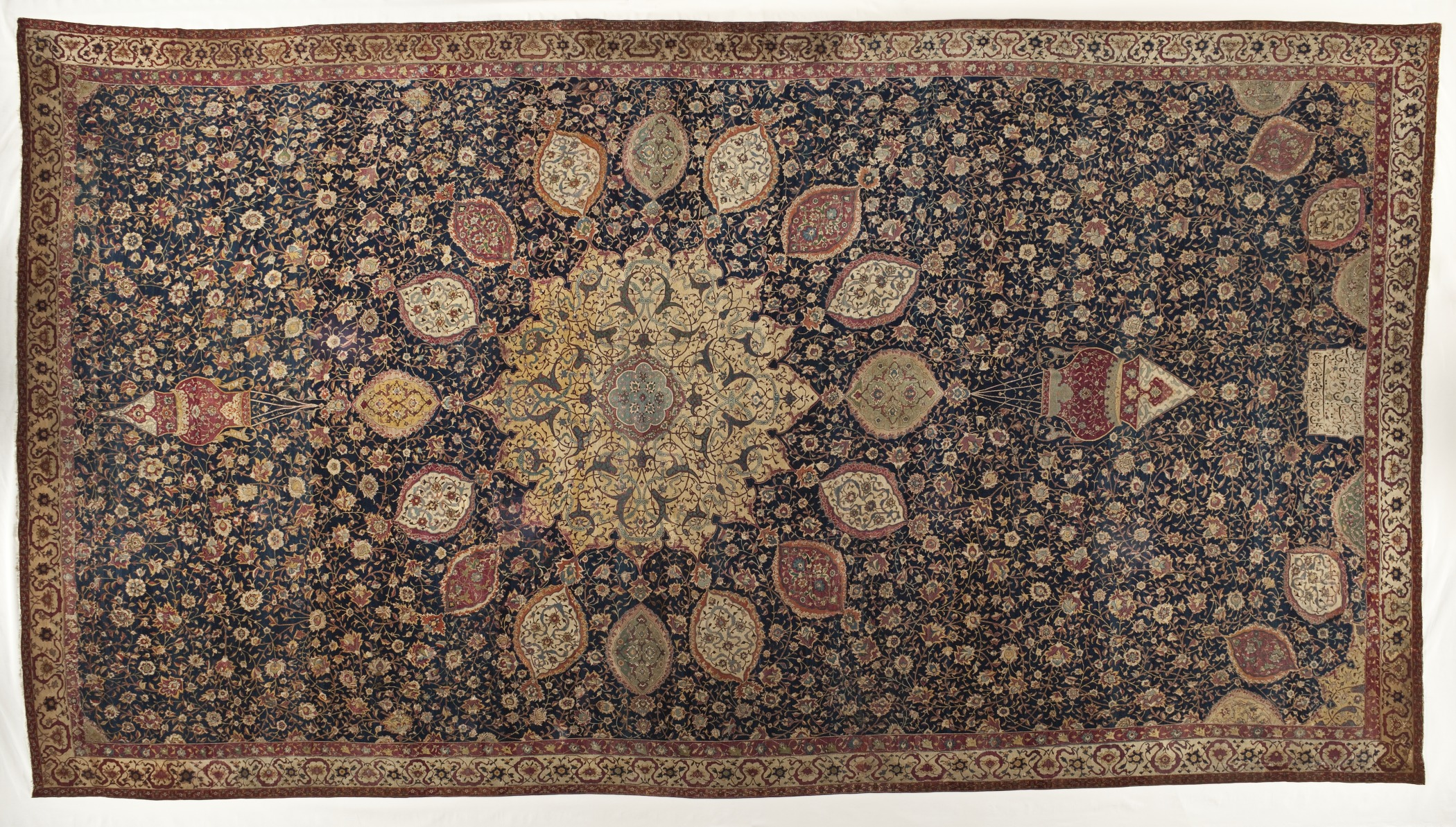
Tapis d'Ardabil